# 1161年
| 千纪： | 2千纪 |
| 世纪： | 11世纪 \| 12世纪 \| 13世纪 |
| 年代： | 1130年代 \| 1140年代 \| 1150年代 \| 1160年代 \| 1170年代 \| 1180年代 \| 1190年代                                                                                               |
| 年份： | 1156年 \| 1157年 \| 1158年 \| 1159年 \| 1160年 \| 1161年 \| 1162年 \| 1163年 \| 1164年 \| 1165年 \| 1166年                                                                     |
| 纪年： | 辛巳年（蛇年）；西夏天盛十三年；金正隆六年，大定元年；西辽绍兴十一年；南宋紹興三十一年；大理龍興五年；移剌窩斡天正元年；越南大定二十二年；日本永曆二年，應保元年；高丽正丰六年 |

## 大事记
- 中国
  - 10月26日（陰曆十月乙巳）——東京政變金東京留守完顏雍領諸軍入城，共擊殺副留守高存福等。
  - 10月27日（陰曆十月丙午）——完颜雍即皇帝位。是為金世宗。
  - 10月28日（陰曆十月丁未）——金世宗改元大定。
  - 11月16日（陰曆十月丙寅）——唐岛之战：南宋两浙西路馬步軍副總管李寶在山东附近东海海面唐岛以120戰船3000人的水师大败蘇保衡、完顏鄭家奴率领的600艘战船70000人的金水师，完顏鄭家奴战死。
  - 11月26日、27日（陰歷十一月丙子、丁丑）——南宋督視江淮軍馬府參謀軍事虞允文在采石之戰中大敗金海陵王完颜亮南侵之金軍。
  - 12月15日（陰曆十一月乙未）——海陵王完颜亮为其部将浙西兵馬都統制完顏元宜所弑，金军南侵完全失败。
- 歐洲
- 梁贊大公弗拉基米爾·斯維亞托斯拉維奇死後，穆羅姆－梁贊公國分為定都梁贊的梁贊大公國和分支出去的附庸穆羅姆公國。

## 各国领袖

### 亚洲
- 中国
  - 金朝 -

  1. 完颜亮 (1149–1161)
  2. 金世宗 (1161–1189)

  - 南宋 - 宋高宗 (1127–1162)
  - 西夏 – 夏仁宗 (1139–1193)
  - 西辽 (喀喇契丹) - 辽仁宗 (1150–1164)
  - 大理国 - 大理景宗 (1147–1171)
- 日本 (平安時代)
  - 天皇 – 二条天皇 (1158–1165)
  - 院政 - 后白河上皇 (1158–1192)
  - 关白 - 近卫基实，关白 (1158–1165); 摄政 (1165–1166)
  - 执政者 - 平清盛 (1159–1181)
- 朝鲜半岛 (高丽王国) – 高麗毅宗 (1146–1170)
- 大越國（李朝） – 李英宗 (1138–1175)
- 高棉帝国 - 阇耶跋摩七世, 柬埔寨吴哥王朝国王(1160–1219)

### 中东
- 阿拔斯王朝 – 穆斯坦吉德, 巴格达哈里发 (1160–1170)
- 法蒂玛王朝 – 阿迪德, 法蒂玛哈里发 (1160–1171)
- 穆瓦希德王朝 – 阿卜杜勒·慕敏, 摩洛哥哈里发 (1130–1163)
- 鲁姆苏丹国 – 基利傑阿爾斯蘭二世 (1156–1192)

### 欧洲
- 阿拉贡王国 –  佩德罗尼拉 (1137–1162)
- 卡斯蒂利亚王国 – 阿方索八世 (1158–1214)
- 英格兰王国 – 亨利二世 (1154–1189)
- 法兰西王国 – 路易七世 (1137–1180)
- 神圣罗马帝国 – 腓特烈一世（红胡子） (1155–1190)
  - 荷兰伯国 – 佛罗瑞斯三世 (1157–1190)
  - 教皇国 - 歷山三世 (1159–1181)
- 匈牙利王国 –
  1. 蓋薩二世 (1141–1161)
  2. 伊什特萬三世 (1161–1162)
- 莱昂王国 – 费尔南多二世 (1157–1188)
- 納瓦拉王國 – 桑喬六世 (1150–1194)
- 葡萄牙王国 – 阿方索一世 (1139–1185)
- 苏格兰王国 – 马尔科姆四世 (1153–1165)
- 西西里王国 – 古列尔莫一世 (1154–1166)
- 威尔士
  - 格温内斯王国 – 歐文·圭內斯 (1137–1170)
  - 德赫巴斯王国 - Rhys ap Gruffydd (1155–1197)
- 拜占庭帝国 – 曼努埃尔一世 (1143–1180)
- 丹麦王国 – 瓦爾德馬一世 (1157–1182)
- 挪威王国 – 哈康二世 (1157–1162)
- 波兰克拉科夫大公国 – 波列斯瓦夫四世 (1146–1173)
- 瑞典王国 – 
  1. 馬格努斯（二世）·亨里克松 (1160–1161)
  2. 卡尔（七世）·斯渥克尔松 (1161–1167)
- 威尼斯共和国 – 维塔利二世·米凯里, 威尼斯总督 (1156–1172)

## 出生
- 9月23日——高仓天皇，日本天皇（逝世于1181年，20岁）
- 孛兒帖——成吉思汗正妻
- 札木合一成吉思汗結拜兄弟，古兒汗

## 逝世
- 12月15日（陰曆十一月乙未）——完颜亮，金朝皇帝（出生于1122年，39岁）
- 弗拉基米爾·斯維亞托斯拉維奇，首位梁贊大公兼穆羅姆王公。